# Воррен Бітті
Воррен Бітті (англ. Warren Beatty, вимовляється Бейті; при народженні Henry Warren Beaty); нар. 30 березня 1937, Ричмонд, Вірджинія, США) — американський актор, продюсер та режисер, рідний брат актриси Ширлі Маклейн.

## Кар'єра у кіно
Акторської майстерності навчався у знаменитій школі Стелли Адлер. Грав у театрі і на телебаченні. Дебютував у художньому кіно у Еліа Казана у фільмі «Пишність у траві» (англ. Splendor in the Grass). Режисер бачив у ньому не лише привабливого парубка з телесеріалів, а насампперед актора, що володіє незвичайним талантом.
Що стосується його подальшої кар'єри, то великі успіхи (етапний вестерн «Бонні та Клайд», 1967; анти-вестерн Роберта Олтмена «Маккейб та місіс Міллер», 1971; фантастична комедія «Небеса можуть почекати», 1978; кримінальна комедія «Дік Трейсі» з Мадонною, Аль Пачіно та Дастіном Гоффманом, 1990) чергу́ються з такими нищівними провалами, як «Іштар» (1987, анти-премія «Золота малина») та «Місто та село» (2001, за оцінками деяких критиків — найзбитковіший фільм в історії Голлівуду). Останнім часом багато часу приділяє політиці.

## Особисте життя
10 березня 1992 року він одружився з Аннетт Бенінг, з якою грав одну з головних ролей у фільмі «Багсі». Вони мають чотирьох дітей: Кетлін Елізабет Бітті (нар. 8 січня 1992), Бенджамін Маклін Бітті (нар. 23 серпня 1994), Ізабель Іра Ешлі Бітті (нар. 11 січня 1997) та Елла Коріна Бітті (нар. 8 квітня 2000).

## Фільмографія

### Актор
| Актор | Актор                     | Актор                          | Актор                           |
| Рік   | Українською мовою         | Мовою оригіналу                | Роль                            |
| ----- | ------------------------- | ------------------------------ | ------------------------------- |
| 1961  | Пишність в траві          | Splendor in the Grass          | Бад Стампер                     |
| 1961  | Римська весна місіс Стоун | The Roman Spring of Mrs. Stone | Паоло ді Лео                    |
| 1962  | Все руйнується            | All Fall Down                  | Беррі-Беррі Вілларт             |
| 1964  | Ліліт                     | Lilith                         | Вінсент Брюс                    |
| 1965  | Міккі Один                | Mickey One                     | Міккі Ван                       |
| 1965  | Пообіцяй їй що-небудь     | Promise Her Anything           | Харлі Раммель                   |
| 1966  | Калейдоскоп               | Kaleidoscope                   | Барні Лінкольн                  |
| 1967  | Бонні і Клайд             | Bonnie and Clyde               | Клайд Берроу                    |
| 1970  | Єдина забава в містечку   | The Only Game in Town          | Джо Грейді                      |
| 1971  | Маккейб та місіс Міллер   | McCabe & Mrs. Miller           | Джон Маккейб                    |
| 1971  | Долари                    | $                              | Джо Коллінз                     |
| 1974  | Змова «Параллакс»         | The Parallax View              | Джозеф Фрейд                    |
| 1975  | Шампунь                   | Shampoo                        | Джордж Раунді                   |
| 1975  | Доля                      | The Fortune                    | Ніккі Вілсон                    |
| 1978  | Небеса можуть почекати    | Heaven Can Wait                | Джо Пендлтон                    |
| 1981  | Червоні                   | Reds                           | Джон Рід                        |
| 1987  | Іштар                     | The Ishtar                     | Лайл Роджерс                    |
| 1990  | Дік Трейсі                | Dick Tracy                     | Дік Трейсі                      |
| 1991  | Багсі                     | Bugsy                          | Баґсі Сигел                     |
| 1994  | Любовна історія           | Love Affair                    | Майк Гембріл                    |
| 1998  | Булворт                   | Bulworth                       | Сенатор Джей Біллінгтон Булворт |
| 2001  | Місто та село             | Town & Country                 | Портер Стоддард                 |
| 2016  | Правила не застосовуються | Rules Don't Apply              | Говард Г'юз                     |

### Актор (камео)
1. The Colbert Report (серіал) (2005—2008)
2. One Bright Shining Moment (2005)
3. У глибокій глотці (2005) / Inside Deep Throat
4. Dean Tavoularis, le magicien d'Hollywood (2003)
5. Десять років під впливом (2003) / A Decade Under the Influence
6. Голлівуд назавжди (ТБ) (1999) / Forever Hollywood
7. Книга, яка сама себе написала (1999) / The Book That Wrote Itself
8. Божевільне телебачення (телесеріал) (1995—2008) / Mad TV
9. Writing with Light: Vittorio Storaro (1992)
10. The Larry Sanders Show (серіал) (1992—1998)
11. 1991 — У ліжку з Мадонною / Madonna: Truth or Dare
12. 1990 — Dick Tracy: Behind the Badge, Behind the Scenes (ТБ)
13. Біографія (серіал) (1987—2008) / Biography
14. 1984 — George Stevens: A Filmmaker 's Journey
15. Year of the Woman (1973)

## Нагороди
Знятий Бітті за мотивами книги «Десять днів, що потрясли світ» фільм про Жовтневу революцію, «Червоні», у 1981 році номіновано на премію «Оскар» у дванадцяти номінаціях та приніс Бітті нагороду за найкращу режисуру.
Спочатку Бітті розраховував, що фільм зніме Сергій Бондарчук, але його участь у проекті виявилося неможливою з політичних причин.